# Jean-Claude Richard, l'abbé de Saint-Non, vestit a l'espanyola
Jean-Claude Richard, l'abbé de Saint-Non, vestit a l'espanyola és un quadre de Jean-Honoré Fragonard pintat sobre el 1769 que actualment forma part de la col·lecció permanent del Museu Nacional d'Art de Catalunya.

## Composició
El cavaller, amb el cap dreçat i posa arrogant, està assegut en un bloc de pedra al costat d'una font en què beu el seu cavall, la brida del qual subjecta de manera relaxada amb la mà dreta. El seu vestit és vermell, adornat amb coll i punys blancs arrissats i exhibeix un collar o cadena d'or al pit, mentre que un xal de seda crua descendeix en diagonal a tall de banda i es nua per sota del maluc.
Al costat de la banda, l'abbé descansa la mà esquerra en el pom del sabre. Calça botes altes de cuir marró que li cobreixen el genoll, a joc amb els guants, i lluu un capell extremat amb plomes d'estruç del mateix to i un llaç vermell. Darrere seu la silueta torrada del cavall es retalla sobre el blau del cel.
El personatge vesteix 'a l'espanyola', una expressió que apareix en els textos francesos del segle xviii per designar un abillament pintoresc de fantasia i que res tenia a veure amb la moda espanyola del moment. En realitat, es tractava de vestits a l'estil francès de l'època d'Enric IV i de Lluís XIII, amb una font d'inspiració que calia cercar en el vestuari que va pintar Rubens per a la Galeria de Maria de Mèdici del palau del Louvre.
Fragonard, que va ser un dels epígons del rococó francès, se'n va anar a Itàlia quan tenia vint anys acompanyat del seu mecenes i amic Jean-Claude Richard, l'abbé de Saint-Non, i aquest retrat podria ser un fruit esplèndid d'aquella experiència. Es tracta d'una tela que posseeix l'estil típic que va definir l'artista com un virtuós de la rapidesa, amb tocs de matèria lleugera i lluminosa, signes eloqüents de la pintura del gest, a la gran manera del mestre en el seu millor moment.